# ممة كندي
ممة كندي هي قرية في مقاطعة مياندوآب، إيران. يقدر عدد سكانها بـ 42 نسمة بحسب إحصاء 2016.